# La perla dell'imperatore
La perla dell'imperatore (titolo originale The Chinese Nail Murders) è un romanzo poliziesco pubblicato nel 1963, scritto in inglese dallo scrittore e diplomatico olandese Robert van Gulik. Il romanzo fa parte della serie di gialli storici dedicati al giudice Dee, personaggio ispirato alla figura storica del cancelliere cinese Di Renjie (狄仁傑 in lingua cinese), vissuto nel secolo VII al tempo della Dinastia Tang.

## Trama
Il giudice Dee assiste insieme a tutta la popolazione di Poo-yang, la città dove esercita il suo magistero, alla grande regata fluviale per la festa della Dea del Fiume. Tuttavia, il tamburino che dà il ritmo ai rematori della canoa-drago in vantaggio improvvisamente si accascia; tutti pensano a un malore, in realtà il medico legale rivela che il giovane Tong Mai, uno studente che svolgeva qualche lavoretto per il dottor Pien Kia e per il collezionista Kou Yuan-liang, è morto.
Il giudice Dee si reca al Villaggio del Ponte di Marmo, dove i vogatori si sono ristorati prima della gara, sperando di determinare il momento dell'avvelenamento. Siccome finge di essere un maestro di pugilato, viene reclutato da una distinta signora per accompagnarla a un incontro in campagna, dove dovrà acquistare un oggetto in cambio di dieci pezzi d'oro. Incuriosito, Dee accetta, ma durante la transazione la donna viene assassinata.
Il giudice scopre che si tratta della signora Ambra, la seconda moglie del signor Kou; dall'uomo viene a sapere che la donna, che dimostrava un fiuto naturale per le antichità, avrebbe dovuto acquistare un vaso prezioso tramite Tong Mai, lo studente avvelenato. Ambra infatti è l'ex schiava del signor Tong I-kwan, padre del giovane: lei e il ragazzo crebbero insieme. Ma Dee costringe Kou a dire la verità: in ballo non c'è un vaso bensì la Perla dell'Imperatore: una grossa e preziosissima perla scomparsa dagli appartamenti dell'imperatrice. Kou racconta che è stata trafugata per sbaglio da una bambina di pochi anni, la famiglia della quale l'ha nascosta per tre generazioni per timore della giustizia. Kou ha tentato di entrarne in possesso per dieci pezzi d'oro, in modo da restituirla alla famiglia imperiale. Dee non è sicuro della sua sincerità; fa frugare la stanza dove il defunto Tong Mai abitava con un altro studente, Sia Kwang, attualmente irreperibile: nei bagagli di questi si rinviene una mappa della casa di Tong I-kwan dove Ambra si è incontrata con il proprio assassino.
Il sergente Hoong Liang, braccio destro del giudice, si reca a trovare un informatore della polizia, il gigantesco Sheng Pa. L'uomo accetta di aiutarlo per una ricompensa in argento, e lo indirizza al locale della signorina Viola Liang, frequentato dai due studenti. Il giudice e il sergente tornano nel frattempo alla villa abbandonata dove è stata assassinata la signora Ambra, e vi trovano il nuovo proprietario Kwang Min, uno speziale della capitale di passaggio via fiume a Poo-yang, venuto a ispezionare il suo acquisto; qui però rinvengono il corpo dello studente Sia Kwang, assassinato a sua volta.
I delitti adesso sono tre. Il giudice Dee decide di recarsi in incognito dalla signorina Viola; la donna in realtà è una massiccia insegnante mongola di lotta, che possiede un salvacondotto imperiale dal momento che ha lavorato a corte. Da lei il giudice viene a sapere che una sua protetta è stata attirata da Sia Kwang in una trappola, e consegnata a un sadico che l'ha fatta frustare per proprio piacere. Viola sa solo che il mandante è un collezionista d'oggetti antichi, ma in città ci sono diversi uomini che condividono questo piacere: Pien Kia, il dottore; Kou Yuan-liang, il collezionista; infine Kwang Min lo speziale. Sempre Viola Liang sventa il rapimento di una giovane prostituta e trascina tre brutti ceffi in tribunale dal giudice: qui confessano di aver ricevuto da Sia Kwang un pezzo d'argento per rapire la giovane professionista e tradurla in una determinata casa.
Il giudice spedisce il sergente Hoong nella casa, dove rinviene la proprietaria strangolata. È il quarto delitto nel volgere di pochi giorni, e per poco non se ne verifica un quinto: il dottor Pien viene assalito da un energumeno e quasi ci lascia la pelle.
Il giudice Dee, che comincia a intuire la verità, decide di far uscire allo scoperto il colpevole convocando tre sospettati, Kwang. Pien e Kou, in una biblioteca, alla presenza del sergente. Qui monterà una messinscena che evocando la magia della Dea Bianca assicurerà il colpevole alla giustizia.

## Edizioni
- Robert van Gulik, The Emperor’s Pearl, Londra, William Heinemann, 1963,  p. 194.
- Robert van Gulik, La perla dell’Imperatore, traduzione di Mariapaola Ricci Dettore, collana I Classici del Giallo Mondadori, n. 608, Mondadori, 1990,  p. 190.
- Robert van Gulik, La perla dell’Imperatore, traduzione di Mariapaola Ricci Dettore, collana in-Asia/Gialli, O barra O edizioni, 2008,  p. 186.